# Bubona
Bubona war eine im Römischen Reich verehrte Schutzgöttin der Ochsen und der Rinderzucht. Sie gilt als eine der geringeren Schutzgottheiten und wird ausschließlich von Augustinus von Hippo erwähnt. Ihr Name leitet sich von lateinisch bos (zu deutsch: Rind) ab.